# 近代中國史綱
《近代中國史綱》乃近代歷史學家郭廷以所撰寫的一本中國近代史史書。

## 創作背景
據郭廷以在書中自述，他在1929年與1930年聽到歷史學家羅家倫、蔣廷黻打算合著一本中國近代史的著作，他應兩人邀請協助。其後羅、蔣兩人因其他公務繁忙，計畫一直未能落實。
1969年，郭廷以在美國夏威夷大學東西研究中心、哈佛大學及哥倫比亞大學進行訪問研究，以四年時間完成本書初稿，然後再修訂年餘，於1975年9月逝世前還作出多次增補。

## 內容
上冊凡十一章，以古代中國與西方的關係作引子，主要敘述清朝末年的內外情勢，到辛亥革命止。
下冊由第十二章至十九章，涵蓋袁世凱的獨裁統治、軍閥割據、抗日戰爭，及中國大陸政權的改變。
在中國國民黨在台灣實行一黨專政時期，本書涉及國共鬥爭的段落被列為禁書部份。民國六十九年（1980年）5月，南天書局正式出版《近代中國史綱》，書中只選錄至十三章。直到1980年代後，後面章節得以出版，然而第十九章仍是禁書。民主化後才全書解禁。

## 書籍
- 郭廷以. . 中文大學出版社. 1979. ISBN 962-201-353-8.
- 郭廷以，《近代中國史綱》，南天書局，1980年5月出版。（只到十三章）
- 郭廷以，《近代中國史綱》，曉園出版社，1994年5月初版。（十九章全）
- 郭廷以. . 上海人民出版社、格致出版社. 2012: 517. ISBN 978-7-5432-2049-2.